# Cochranianismo
A Prática Cochrane, que também é conhecida como Cochranianismo, é uma tradição da religião neopagã da Bruxaria fundada no início dos anos 1960 pelo bruxo inglês Robert Cochrane, que ele mesmo alegou ter sido ensinado por alguns dos membros idosos de sua família, uma reivindicação que é contestada por alguns historiadores como Ronald Hutton e Ruickbie Leo.
O Cochranianismo gira em torno da veneração ao Deus Cornífero e à Deusa Mãe, juntamente com sete divindades politeístas que são vistos como filhos do Deus e da Deusa. A Bruxaria Cochraniana tem várias características que a separam de outras tradições como ao Gardnerianismo, tais como a sua ênfase no misticismo e filosofia, e a atitude de Cochrane, que não era pagão, mas apenas com base paganismo.